# Adolf Scheef

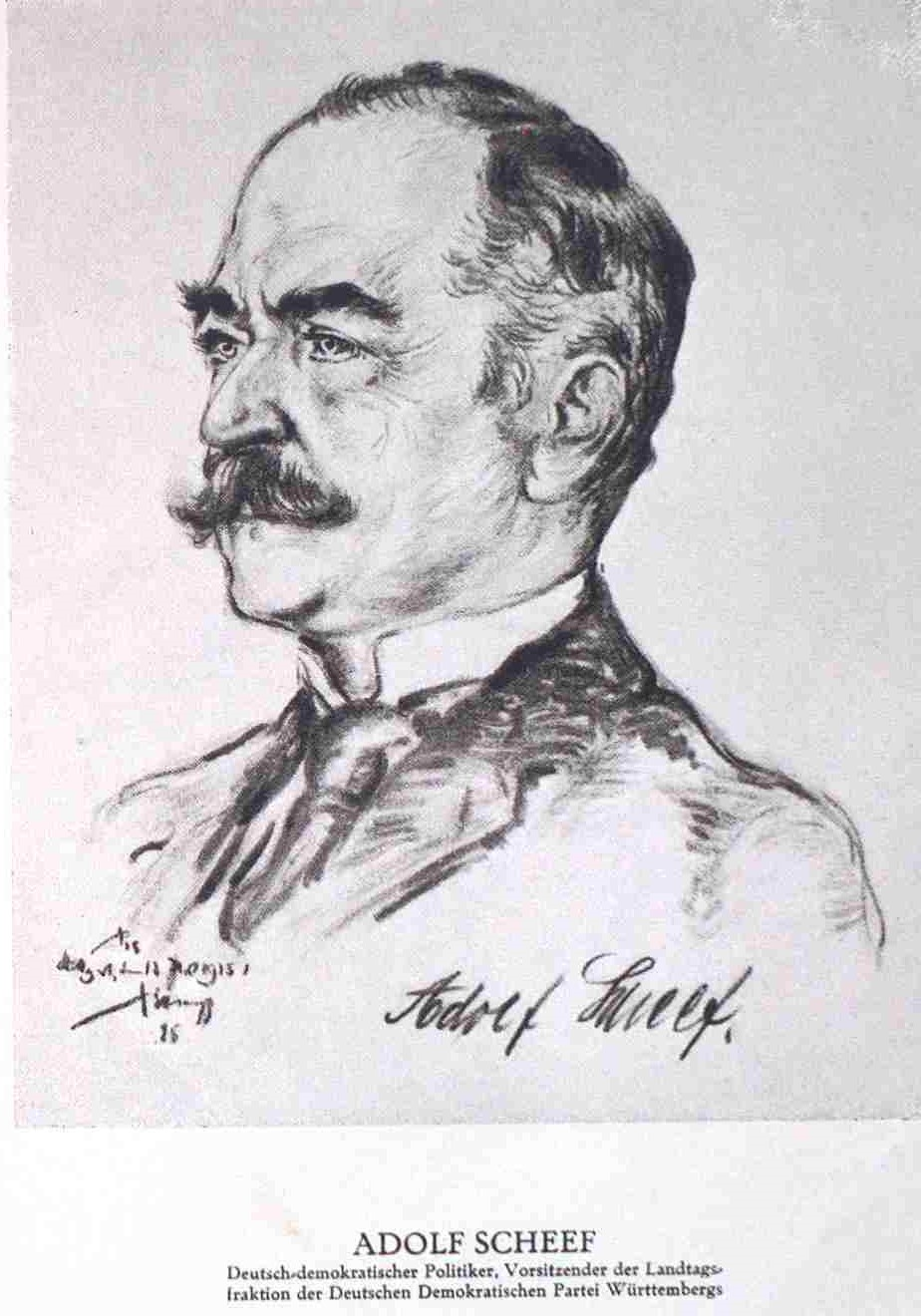
Emil Stumpp: Adolf Scheef (1926)

Gottlob Adolf Scheef (* 3. März 1874 in Nürtingen; † 8. Januar 1944 in Tübingen) war ein deutscher Politiker. Er war von 1912 bis 1932 Mitglied des württembergischen Landtags und von 1927 bis 1939 Oberbürgermeister von Tübingen.

## Leben
Adolf Scheef hatte sich nach einer Verwaltungslehre in Nürtingen 1896 der Verwaltungsdienstprüfung unterzogen und ging danach nach Tübingen. Er war Gasthörer für Regiminalwissenschaften an der Universität Tübingen sowie von 1896 bis 1898 Verwaltungsratsschreiber und Standesbeamter. 1898 bis 1900 war er in der Position eines Kauf- und Pfandratsschreibers und von 1900 bis 1901 Grundbuchbeamter. Seit 1901 betätigte er sich als Bezirksnotar. 1906 bis 1911 war Scheef Mitglied des Bürgerausschusses und 1909 dessen Obmann. Seit 1911 gehörte er dem Gemeinderat von Tübingen an. Seit 1908 war er auch Mitglied der Amtsversammlung des Oberamts Tübingen. Innerhalb der Tübinger Stadtverwaltung arbeitete er sich bis auf die höchste Ebene hoch.

### Mitglied des Württembergischen Landtags und des Reichstags
Adolf Scheef schloss sich der Volkspartei an, welche 1910 in der Fortschrittlichen Volkspartei aufging, und gehörte von 1912 bis 1918 der Zweiten Kammer der Württembergischen Landstände an. Theodor Heuss hatte eigentlich gehofft, das Reichstagsmandat im Wahlkreis Württemberg 6 (Reutlingen, Tübingen, Rottenburg) von Friedrich von Payer übernehmen zu können, das dieser seit 1877 mit Ausnahme von zwei Wahlperioden innehatte, aber Adolf Scheef wurde am 21. Januar 1918 in der Ersatzwahl dessen kurzzeitiger Nachfolger.
Scheef war eines der Gründungsmitglieder der Deutschen Demokratischen Partei (DDP) in Württemberg und von 1919 bis 1920 Mitglied der Verfassunggebenden Landesversammlung für die DDP. Von 1920 bis 1932 gehörte er erneut dem Landtag in Stuttgart an. Seit 1924 war er dort Fraktionsvorsitzender der DDP.

### Oberbürgermeister von Tübingen
Als er 1927 mit überwältigender Mehrheit zum Oberbürgermeister der Stadt Tübingen gewählt wurde, gab er seine Parteiämter auf und nahm eine parteineutrale Stellung ein. Unter weitgehender Beibehaltung dieser Neutralität konnte er auch während der Zeit des Nationalsozialismus im Amt verbleiben.
Scheef erklärte bei seiner Amtseinführung 1927, dass er kommunale Selbstverwaltung als unpolitische Verwaltung begreife: „Leitstern meiner Amtsführung wird strengste Sachlichkeit im Dienste unserer Stadt sein. Es ist mir eine Ehrensache und ich werde mein Bestes dafür tun, daß volle Unparteilichkeit jederzeit herrscht“. Ein ähnliches Statement gab er in der ersten Gemeinderatssitzung nach den Reichstagswahlen 1933.
Seine auch nach 1933 dominante Machtposition verdankte er dabei vor allem der Tatsache, dass es ihm durch eine gegen den Widerstand der staatlichen Aufsichtsbehörde konsequent betriebene antizyklische Finanzpolitik, die auch eine vorübergehende Schuldenaufnahme nicht ausschloss, gelungen war, die Universitätsstadt relativ sicher durch die Wirtschaftskrise zu steuern: Der städtische Haushalt war fast immer ausgeglichen, die Arbeitslosenzahlen lagen extrem niedrig, und so kam es in Tübingen nicht zu nationalsozialistisch beeinflussten Auseinandersetzungen über die städtischen Finanzen.
Im Gegensatz zur parteioffiziellen Politik vor 1933 verweigerte die Tübinger NSDAP, die erst 1931 mit vier Abgeordneten in den Tübinger Stadtrat eingezogen war, Scheef auch nicht ihre Unterstützung für seine unabweisbar erfolgreiche Politik und griff ihn außer im Wahlkampf niemals persönlich an, so dass in Tübingen die Politik nach dem Machtwechsel als bloße Fortsetzung oder bestenfalls als Durchbruch längst begonnener Entwicklungen erscheinen musste.
Obwohl Scheef vor 1933 nie einen Zweifel daran gelassen hatte, dass er die Nationalsozialisten ablehnte und sich noch 1930 als Landtagsabgeordneter nur mit schweren Bedenken zu einer Billigung der Zusammenarbeit mit der DNVP in der württembergischen Landesregierung hatte durchringen können, schien er nun auf der Basis dieser „unpolitischen“ Amtsauffassung keine Probleme bei der Kooperation mit den Nationalsozialisten zu haben. Er kollaborierte mit der NSDAP in einer solchen Weise, dass diese Scheef bis 1935 nicht einmal einen Nationalsozialisten als Kontrollinstanz beistellte.
Ein nationalsozialistisches Gegenüber – aber keinen Gegenspieler – hatte Scheef nur in dem stellvertretenden Kreisleiter und Fraktionsvorsitzenden der NSDAP, Ernst Weinmann, der nach dem Erlass der Deutschen Gemeindeordnung 1935 Erster Beigeordneter und damit Bürgermeister wurde. Weinmann und Scheef stellten seitdem ein politisches „Gespann“ dar mit der Besonderheit, dass der 1907 geborene Weinmann eine ganze Generation jünger als Scheef war.
Das führte zwar einerseits zu mehr Spannungen, andererseits aber auch zu mehr Respekt des Jüngeren vor dem erfahrenen und erfolgreichen Älteren. Eine Kontroverse oder gar Feindschaft zwischen Partei und Stadtverwaltung wie in anderen Städten gab es in Tübingen nicht, auch wenn Weinmann sich vor allem später als Oberbürgermeister darum bemühte, einen allzu weitgehenden Zugriff der Partei auf kommunale Ressourcen zu verhindern und sich im Konfliktfall immer für sein kommunales Amt und gegen die Partei entschied.

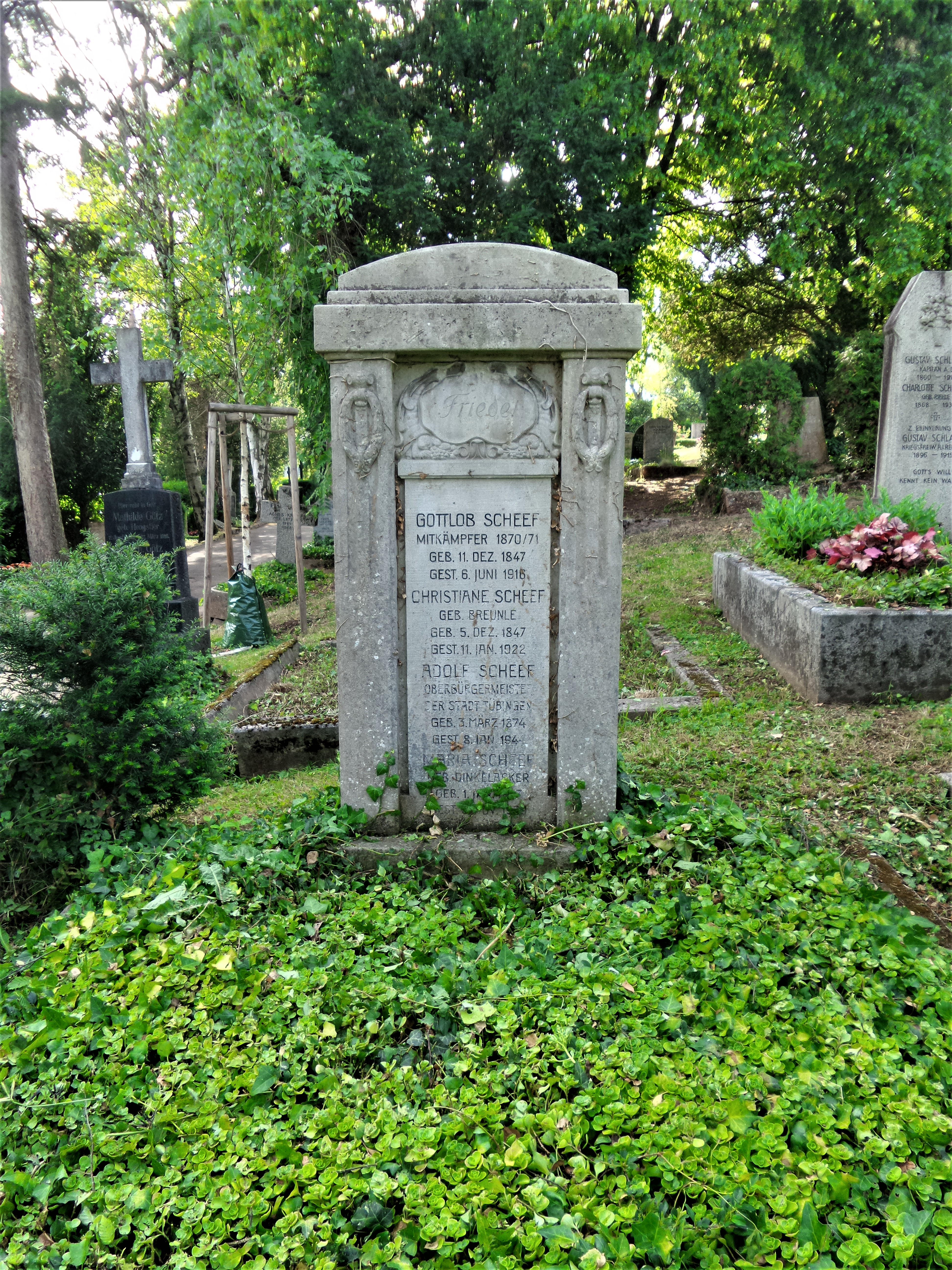
Grab von Adolf Scheef; Tübingen, Stadtfriedhof

Scheef und der Stadtrat Simon Hayum waren zunächst Parteifreunde in der DDP. Die Zusammenarbeit Scheefs mit den Nationalsozialisten nach 1933 führte zwangsläufig zur Entfremdung zwischen dem jüdischen Rechtsanwalt Hayum und Scheef. Nach den Erinnerungen Hayums hat ihn sein ehemaliger Parteikollege „mit verschleierter Stimme“ am Telefon vor der bevorstehenden Verhaftung durch die Gestapo gewarnt. Hayum konnte ins Ausland fliehen und entging der Deportation. Weiteren Juden zu helfen war Scheef offenbar nicht imstande. 
Scheefs Amtszeit, die nur aus Altersgründen nicht verlängert wurde, endete im Jahr 1939. Sein Nachfolger wurde Ernst Weinmann, der mit 32 Jahren der jüngste Oberbürgermeister Tübingens wurde.

## Ehrungen
Scheef war Ehrensenator der Universität Tübingen und wurde 1939 zum Ehrenbürger von Tübingen ernannt. Am 17. Juni 2013 wurde die Ehrenbürgerschaft durch Gemeinderatsbeschluss aberkannt.
Nach ihm wurde 1959 die Scheefstraße auf dem Tübinger Österberg benannt, die man 2017 dann aber in Fritz-Bauer-Straße umbenannt hat. Er wurde in einem heute noch erhaltenen Grab auf dem Tübinger Stadtfriedhof beigesetzt.